# Wagaydy jezici
Wagaydy jezici, podskupina od 5 australskih gotovo izumrlih jezika koji čine dio šire skupine bringen-wagaydy, porodica daly. Govore se na području Sjevernog teritorija, Australija. Predstavnici su:
- Ami ili amijangal [amy], 32 (Black 1983) u Sjevernom Teritoriju.
- Giyug [giy], 2 (Wurm and Hattori 1981), jugozapadno od darwina.
- Manda [zma], 25 (Black 1983), obala jugozapadno od Anson Baya.
- Maranunggu ili emmi [zmr], 15 (Black 1983), u zaleđu Anson Baya.
- Wadjiginy ili wagaydy [wdj], 12 (1988 SIL), jugozapadno od darwina, duž obale i duž rijeke Finniss River.

## Vanjske poveznice
- Ethnologue (14th)
- Ethnologue (15th)